# Concert nr. 7 voor orkest
Alan Hovhaness componeerde zijn Concert nr. 7 voor orkest (opus 116) in 1953 van 1 augustus (Cummington) tot 18 oktober (New York).
Hovhaness schreef naast concerten voor solo-instrumenten, ook concerten zonder solo-instrument. Hovhaness hield zich niet aan conventies over titels etc. Zijn meeste bekende concert is Concert nr. 8 voor orkest, "And God Creates Whales". Niet al deze concerten hebben ook daadwerkelijk een volgnummer meegekregen.
Het werk van 20 minuten bestaat uit drie delen:
1. Allegretto; thema's worden gespeeld door dwarsfluiten, hobo's en hoorns. Daarna volgen koperblaasinstrumenten en strijkers;
2. Allegro (Jhala-scherzo); Jhala is een term overgenomen uit de Hindoestaanse klassieke muziek. Het gaat er daarbij om aan de Jhala-Tarranga (kommetjes gevuld met water) klanken te onttrekken. Het begin van het deel lijkt dan ook op het druppen van water. De structuur wordt omgezet in een canon, waarbij de instrumenten elkaar in rap tempo opvolgen en overlappen. In dit deel zit het voor hem zo typische spel zonder maatindeling en ritme; het lijkt erop dat de muziek in de lucht blijft hangen als een weerspiegeling;
3. Double fugue (dubbelfuga); hier componeert Hovhaness dan weer in een puur klassieke vorm. Als slot wordt door Hovhaness in de partituur "Hymn to Louisville" aangegeven.

Het werk is geschreven in opdracht van het Louisville Orchestra, dat meerdere werken gesponsord heeft (ook van deze componist). Robert Whitney (haar dirigent) heeft dan ook de première in de zaal en op plaatopnamen verzorgd van dit werk, in de traditie van de First Edition Music.

## Bron en discografie
- First Edition Music FECD 0006; een mono-opname van 11 mei 1954.